# ツェワン・ギャルポ・アリア
ツェワン・ギャルポ・アリア（英語: Tsewang Gyalpo Arya、チベット語: ཨརྱ་ཚེ་དབང་རྒྱལ་པོ Arya Tsewang Gyalpo アリヤ・ツェワン・ギャルポ、1965年6月10日 - ）は、チベット亡命政権の役人。財務官僚としての本省勤務や一度目の日本での在外勤務の後、住宅官僚や情報官僚としての本省勤務を経て、2020年5月よりダライ・ラマ法王日本代表部事務所代表（着任は同年10月）。

## 経歴
チベット中央学校ムスーリー校（英語: Central School for Tibetans Mussoorie / CST Mussoorie）で教育を受ける。
1988年4月、ダラムサラのガンデンポタン（チベット亡命政権）財務省に入省し、省内でチベット経済開発局（英語: Tibetan Economic & Development Office / TERDO）主任研究員、チベット手工業品輸出基金（英語: Charitable Trust Tibetan Handicraft Exports / CTHE）プレジデント、パルジョ出版（英語: Paljor Publications）ディレクターなど様々な役職を歴任した。
パンジャーブ大学で学士号、アンナーマライ大学で経済学修士号、デリー大学で日本学修士号、千代田ビジネス専門学校で国際貿易・経済学のディプロマを取得。
2000年7月、財務省で事務次長に就任。
2005年6月より、ダライ・ラマ法王日本代表部事務所担当官。2008年6月21日には、東京でドキュメンタリー映画『慈悲を生きる ダライ・ラマ法王14世とチベット』（原題: Compassion in Exile: The Life of the 14th Dalai Lama）の上映会が開催され、トークゲストとして登壇している。
2013年11月より、ダライ・ラマ法王ニューデリー代表部事務所担当官。
2018年5月より住宅省次官補、同年12月に情報・国際省次官補官に就任した。2019年5月3日、同省情報局長に昇格。同年10月よりガンデンポタン直属のシンクタンクであるチベット政策研究所（英語: Tibet Policy Institute / TPI）のディレクターを兼務。
2020年5月8日、ダライ・ラマ法王日本代表部事務所代表を拝命。同年10月24日、赴任先の東京で代表に就任。

## 著作
- “English-Japanese-Tibetan: Conversation Handbook,” Paljor Publications, 2004, ISBN 978-8186230275
- http://www.paljorpublications.com/index.php?route=product/category&path=65_245

## Japanese Language & Folktales
1. English-Japanese-Tibetan     Conversation Handbook, 2000
2. Kaguyahime – A Japanese folk tale 2002, [Tibetan & English]
3. Kasajizo - A Japanese folktale, 2010
4. The Heavenly White Crane -     Tsuruno ongaishi translation, 2012
5. Takara Geta - A Japanese folktale, 2015

## Tibetan and English Children Books
1. The Mouse King – A Tibetan folk tale 2002
2. Wisdom's Pill – A Tibetan folk tale
3. Clever Rabbit & Pon Tiger – A     Tibetan folk tale 2005
4. Clever Rabbit & other stories – A     Tibetan folk tale  2005
5. Life of Buddha, an illustrated comic book     for children 2009
6. Tibetan Tales of Faith &     Mindfulness, A     Tibetan folk tale 2010
7. Tibetan Ghost Story -     Tagyal's Mysterious Journey, 2018
8. Training of Mind, an account     of a Lama and his Disciple 2019